# Stactobia livadia
Stactobia livadia är en nattsländeart som beskrevs av Malicky 1984. Stactobia livadia ingår i släktet Stactobia och familjen smånattsländor. Inga underarter finns listade i Catalogue of Life.